# LDV Convoy
LDV Convoy/LDV Pilot – rodzina samochodów dostawczych produkowanych przez brytyjskie przedsiębiorstwo LDV w latach 1996–2006. Dostępne były jako furgony, kombi, skrzyniowe, mikrobusy, podwójna kabina oraz podwozie do zabudowy. Do napędu używano silników Diesla R4 o pojemności 1,9 l (Pilot) i 2,5 l (Convoy). Moc przenoszona była na oś tylną poprzez 5-biegową, manualną skrzynię biegów. Modele Convoy i Pilot zastąpiły odpowiednio serię 200 i serię 400 DAF-a/LDV której były rozwinięciem. Samochód produkowano w Birmingham w Anglii. Od 1996 do 1998 roku montowano w Polsce w standardzie SKD samochody dostawcze LDV Convoy w Wytwórni Silników Wysokoprężnych Andoria. W latach 1998–2000 montaż kontynuowała lubelska fabryka Daewoo Motor Polska. W samochodach tych montowano m.in. silniki 4CT90 o pojemności 2,4 l z Andorii.
Samochody LDV Convoy wystąpiły m.in. w polskim filmie Kiler-ów 2-óch.

## Dane techniczne
Źródło:

### Silnik 2,5 l (4 HB)
- R4 2,5 l (2496 cm³), Diesel, OHV
- Średnica × skok tłoka: 90,5 mm x 93,7 mm
- Stopień sprężania: 20,6:1
- Moc maksymalna: 76 KM (55,9 kW) przy 4000 obr./min
- Maksymalny moment obrotowy: 168 N•m przy 2500 obr./min
- Prędkość maksymalna: 116 km/h

### Silnik 2,5 l (4 EB)
- R4 2,5 l (2496 cm³), Diesel, OHV
- Średnica × skok tłoka: 90,5 mm x 93,7 mm
- Stopień sprężania: 18,3:1
- Moc maksymalna: 100 KM (73,6 kW) przy 4000 obr./min
- Maksymalny moment obrotowy: 226 N•m przy 2100 obr./min
- Prędkość maksymalna: 129 km/h

## Galeria

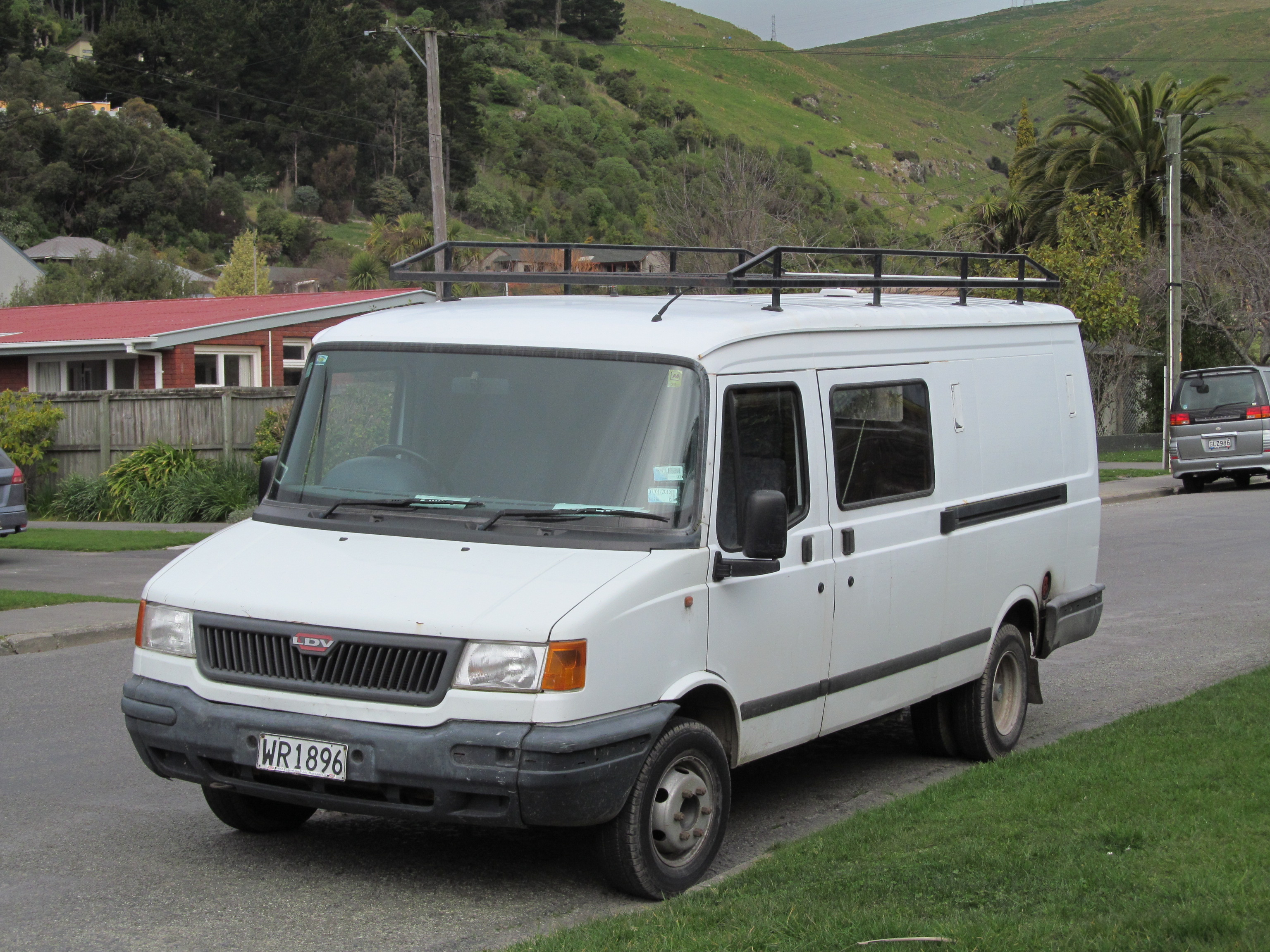
LDV Convoy
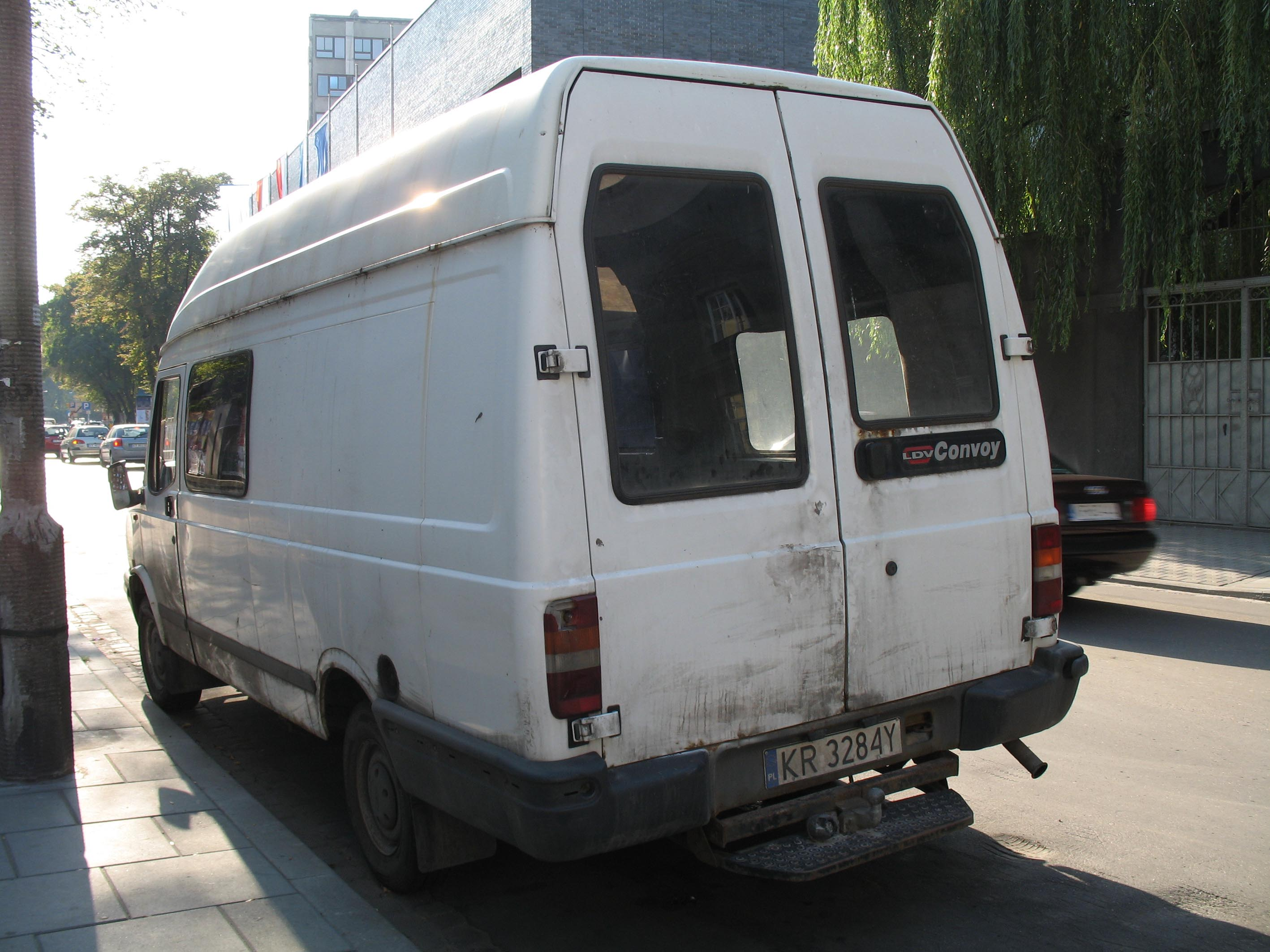
LDV Convoy w Polsce – tył pojazdu
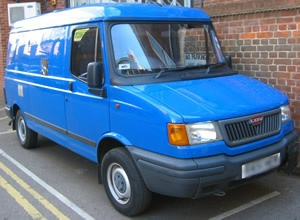
LDV Pilot
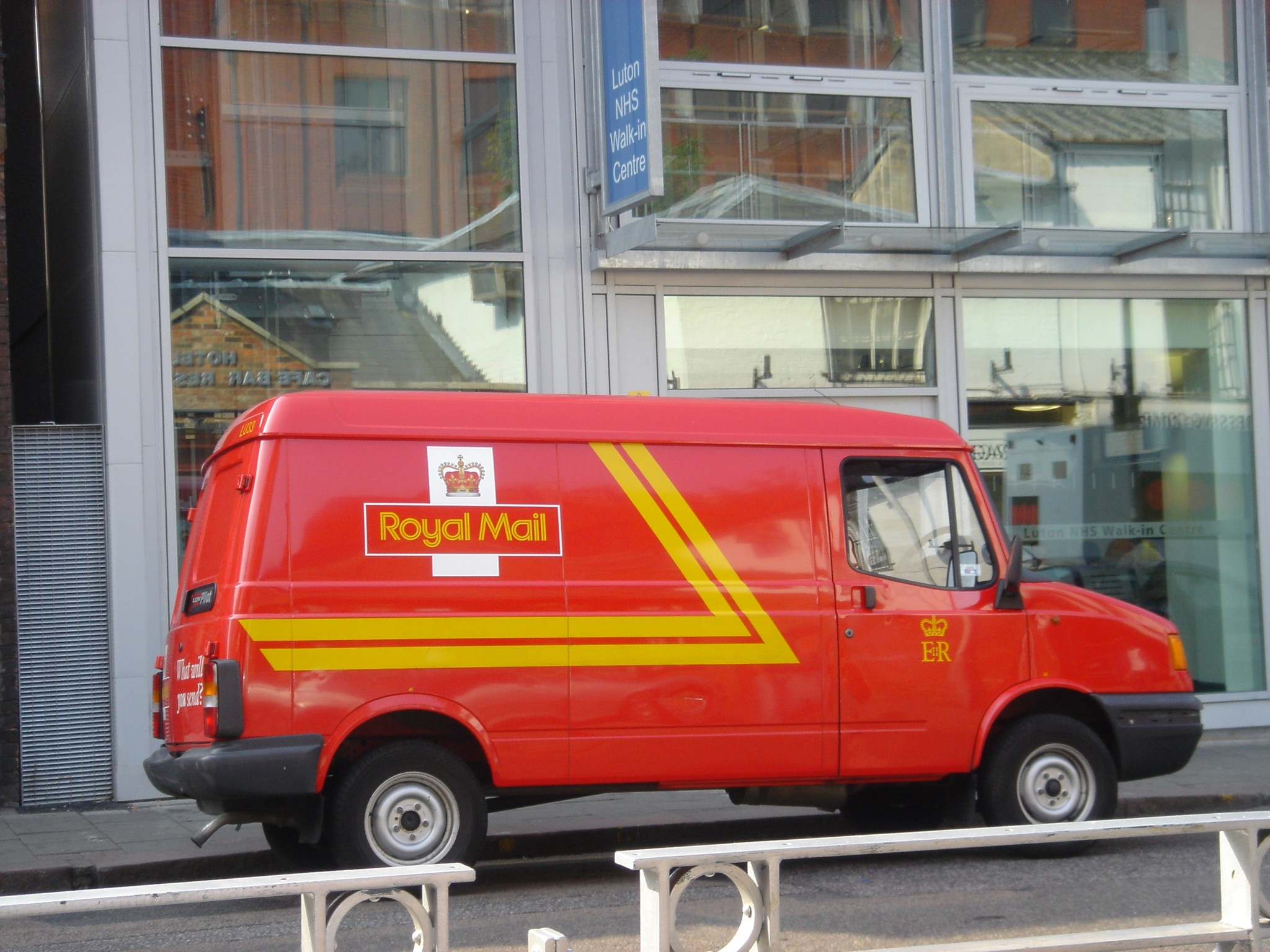
LDV Pilot – tył pojazdu
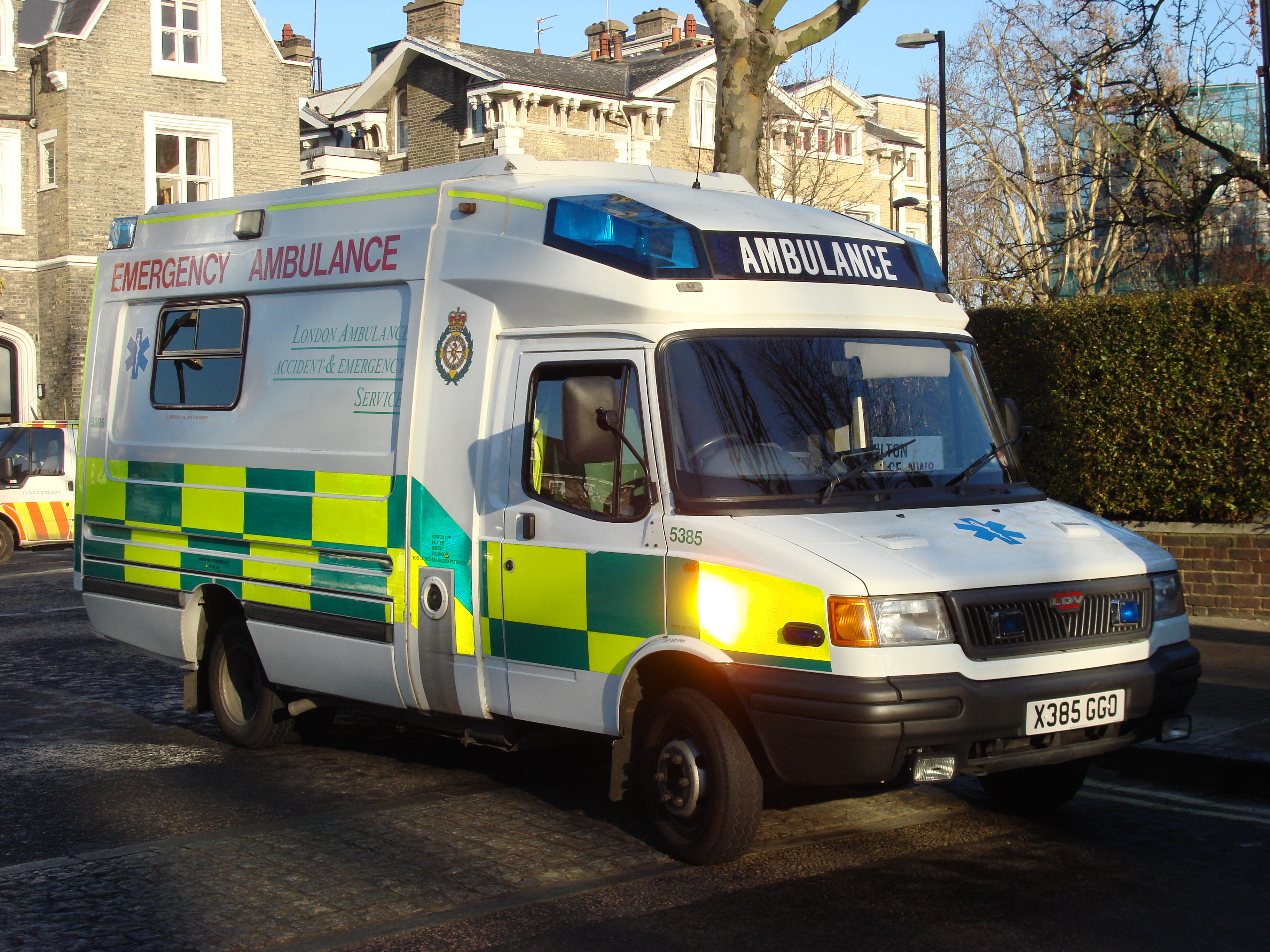
LDV Convoy jako ambulans